# 何昌
何昌（15世紀—15世紀），字克昌，廣東廣州府順德縣黃連人，明朝政治人物。

## 生平
何昌是天順三年（1459年）己卯科廣東鄉試舉人，授麗水知縣，抓拿大盜鄭八，因母親逝世回鄉，服闋後改任宣平知縣，宣平自麗水劃出，就任時麗水人民爭相歡迎他，任內為政寬厚，以縣方草創而設置祭器、修繕公署、樹立坊表，庶務具興，曾在沖真觀壁魚題詩：「曾躍龍門二十秋，今浪裏暫低頭，平生不肯貪香餌，分付漁郎莫下鉤。」又曾上請減坑課歲額銀一千兩，兩縣任民都感恩他，其後大雨令縣內水漲，他亦先賑災後上報，九年後致仕，入祀鄉賢祠，宣平人潘湘任清軍御史，為他設立遺愛坊表彰。

## 引用
1. 1 2  咸豐《順德縣志·卷二十三·列傳三》：何昌，黃連人，字克昌，明初法峻，人莫肯為郡縣學生，父有怨家籍，其兄隸南海庠，縉紳為請不能免，昌奮曰：「朝廷建學育才能者，即登庸貴矣，何免為？」遂代兄於學，立縣分為順學生，舉天順己卯鄉試，令麗水，鄰邑有劇寇鄭八者流劫為害，密捕擒之，一郡獲安，旋以內艱去；服除補宣平，宣平故麗水分地也，道出麗水民爭迎焉，其為政寬厚無擾，邑方草創，乃脩學置祭器、繕公署、樹坊表，庶務具興，又嘗請減坑課歲額銀一千兩，兩邑均戴其惠，淫雨水溢漂民舍，先賑後聞，九載致仕，祀鄉賢，宣平潘湘來為清軍御史，立遺愛坊以表之，孫宏、鰲、鮤自有傳。 《粵大記》、《浙江通志》、《宣平縣志》、姚志
2. ↑  道光《宣平縣志·卷五·治行志》：何昌，順德人 廣東廣州府 ，初任麗水以憂去，成化間改知本縣，寬厚待民有古循吏風，曾題沖真觀壁魚詩云：「曾躍龍門二十秋，今浪裏暫低頭，平生不肯貪香餌，分付漁郎莫下鉤。」可以想見其品矣。